# Rezi
Rezi ist eine Gemeinde im Komitat Zala in Ungarn im Nordwesten der Keszthelyer Berge. Der Ort mit seinen 1100 Einwohnern liegt zwischen Cserszegtomaj und Zalaszántó.

## Geschichte
Der Name des Dorfes ist wohl slawischen Ursprungs, da das Wort "rez" in dieser Sprache etwa Gebirgskamm oder Höhenrücken bedeutet. Die Geschichte ist eng mit der örtlichen Burg auf dem Rücken des 418 Meter hohen Hügels unweit der Siedlung verbunden. 

## Sehenswertes

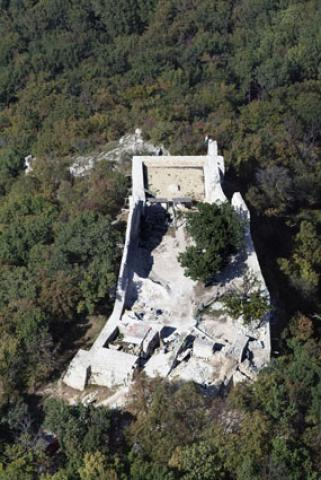
Burgruine Rezi

- Von der Burgruine sind lediglich noch ein paar Mauern und Bollwerke aus dem 13. und 14. Jahrhundert zu sehen. Einige stehende Wände sind zwischen 8 und 10 Meter hoch und 120–180 cm stark.
- Die Csárda, eine ehemalige Jagdhütte aus dem Jahr 1728 galt als Treffpunkt der Räuber und Wegelagerer der umliegenden Bakony Hügel. Savanyú Jóska, Vak Illés und Kőkes Pista wurden 1862 im Gasthaus von der örtlichen Polizei durch Verrat in einen Hinterhalt gelockt und getötet. Ihre Gräber befinden sich an einem Weidenbaum neben der Herberge. Dieses Gebäude ist im Bauernhausstil errichtet und beherbergt heute ein Restaurant.
- Römisch-katholische Kirche Szent Lukács